# Leduc
Leduc är en stad söder om Edmonton i Alberta i Kanada. Invånarna uppgick 2011 till 24 279 i antalet.

### Fotnoter
1. ↑  Alberta Municipal Affairs (17 september 2010). ”Municipal Profile – City of Leduc”. http://www.municipalaffairs.alberta.ca/cfml/MunicipalProfiles/index.cfm?fuseaction=BasicReport&MunicipalityType=CITY&stakeholder=200&profileType=HIST&profileType=CONT&profileType=STAT&profileType=FINA&profileType=GRAN&profileType=TAXR&profileType=ASSE. Läst 2 oktober 2010.
2. ↑  ”Census Profile” (på engelska). Statistics Canada. 14 mars 2011. http://www12.statcan.gc.ca/census-recensement/2011/dp-pd/prof/details/page.cfm?Lang=E&Geo1=CSD&Code1=4811016&Geo2=PR&Code2=48&Data=Count&SearchText=Leduc&SearchType=Begins&SearchPR=01&B1=All&Custom=. Läst 3 februari 2014.